# كليو كينج
كليو كينج (بالإنجليزية: Cleo King)‏ هي ممثلة أمريكية، ولدت في 21 أغسطس 1962 بسانت لويس في الولايات المتحدة.

## أعمال

### أفلام
- (1993) الدرجات الست للانفصال
- (1999) ماغنوليا
- (2000) رحلة الطريق[5]
- (2003) دوجفيل[6]
- (2006) فتيات الحلم[7]
- (2008) قطار الأناناس السريع[8]
- (2009) صداع الكحول[9][10][11]
- (2010) عيد الحب[12]
- (2014)  عصر الانقراض
- (2017) ذا باي باي مان[13]

### مسلسلات
- آلي مكبيل
- أميريكان داد!
- الفتاة الجديدة
- بنات غيلمور
- موردر

## وصلات خارجية
- كليو كينج على موقع IMDb (الإنجليزية)
- كليو كينج على موقع ألو سيني (الفرنسية)
- كليو كينج على موقع أول موفي (الإنجليزية)
- كليو كينج على موقع قاعدة بيانات الأفلام السويدية (السويدية)
- كليو كينج على موقع قاعدة بيانات الفيلم (الإنجليزية)
- كليو كينج على موقع كينوبويسك (الروسية)